# Biologia strutturale
La biologia strutturale è una branca della biologia molecolare concernente lo studio dell'architettura e della morfologia delle macromolecole biologiche – in particolare proteine e acidi nucleici – e ciò che causa la struttura che queste molecole hanno. Ciò è di grande importanza in biologia perché le macromolecole eseguono gran parte delle funzioni cellulari, e perché solitamente è solo grazie al loro avvolgersi in una specifica morfologia tridimensionale che esse sono in grado di realizzare le loro funzioni. Questa forma, definita “struttura terziaria” di una molecola, dipende in un certo modo dalla composizione di base della molecola, o “struttura primaria”.
Le biomolecole sono troppo piccole per poter essere osservate anche con i più avanzati microscopi ottici. I metodi che i biologi strutturali usano per determinare la loro struttura generalmente coinvolgono misurazioni di grandi numeri di molecole identiche effettuate nello stesso tempo. Questi metodi includono: cristallografia, NMR, spettroscopia fotoelettronica, microscopia elettronica, microscopia crioelettronica, dicroismo circolare. Sempre più spesso i ricercatori usano questi metodi per studiare gli “stati nativi” delle macromolecole. 
Un terzo approccio che i biologi strutturali hanno per conoscere queste strutture è dato dalla bioinformatica, andando alla ricerca di modelli tra le diverse sequenze che danno origine a diverse morfologie. Spesso i ricercatori possono dedurre aspetti della struttura di  proteine di membrana basata sulla topologia di membrana predetta da analisi di idrofobicità.